# Kategori 3-kabel
Kategori 3-kabel eller Cat 3 (kortform av engelska Category 3 cable: Kategori 3-kabel) är en standard för oskärmad partvinnad kabel UTP i datornätverk. Kategorin klarar en överföringshastighet på upp till 10 megabit per sekund, med en frekvensbandbredd av 16 megahertz.
Kategori 3 var en populär standard bland datoradministratörer på tidigt 90-tal, men blev senare mindre populär till favör för den liknande och bättre Cat 5-standarden. Just nu[när?] byggs de flesta nya strukturerade kabelinstallationerna med Cat 5e- eller Cat 6-kabel.
Notera att i motsats till Cat 1, 2, 4 och 5 kablar, så känns Cat 3 fortfarande igen av TIA/EIA-568-B, dess standarddefinition.
Den nyare 100BASE-T4 standarden kommer upp i hastigheter om 100 megabit per sekund genom att använda alla 4 kabelpar, det tillåter även äldre infrastrukturer att uppnå en mycket högre hastighet.